# Ousmane Oumar Kane
Ousmane Oumar Kane (arabisch كن، عثمان, auch: ʻUthmān Kan) ist Professor für Islamische Religion und Gesellschaft der Gegenwart auf dem Prince Alwaleed Bin Talal Chair on Contemporary Islamic Religion and Society an der Harvard Divinity School und am Department of Near Eastern Languages and Civilization der Harvard University seit Juli 2012.

## Leben
Kane erwarb einen Bachelor of Arts in Arabisch und einen Master in Islamic Studies am Institut National des Langues et Civilisations Orientales an der Universität von Paris (Sorbonne Nouvelle) sowie einen M. Phil und einen Ph.D. (1993) in Political Science and Middle Eastern Studies an dem Institut d’études politiques de Paris.
Er wurde zunächst „political science teacher-researcher“ an der Université Gaston Berger in Saint-Louis, Senegal, und nahm Lehraufträge an der Universität London, der University of Kansas, in Yale und am Institute for Advanced Study Berlin. Die erste Festanstellung erhielt er als Associate Professor of International and Public Affairs an der Columbia University 2002. 2012 verließ er diese Position für den Lehrstuhl in Harvard. Im März 2015 wurde er vom Graduate Student Council of the Faculty of Arts and Sciences von Harvard mit dem Everett Mendelssohn Prize for Excellence in Mentoring ausgezeichnet.
Kane arbeitet über islamische Gesellschaft in Westafrika.

## Veröffentlichungen
- Beyond Timbuktu: An Intellectual History of Muslim West Africa. Harvard University Press 2016, ISBN 978-0-674-05082-2 (Online)
- The Homeland is the Arena: Religion, Transnationalism and the Integration of Senegalese Migrants in America, New York: Oxford University Press, 2011, ISBN 978-0-19-973230-2.
- Muslim Modernity in Postcolonial Nigeria. A Study of the Society of the Removal of Innovation and Reinstatement of Tradition, Leiden, Boston: E.J. Brill 2003, ISBN 978-90-04-12588-9.
- Intellectuels non Europhones. Dakar: CODESRIA (Council for the Development of Social Science Research in Afrika) 2003. Übersetzungen in Englisch (Non-Europhone intellectuals), Spanisch, Arabisch.
- Al-Makhtutat al-islamiyya fi Sinighal. (ابراهيم نياس في السنغال / Fihris makhṭūṭāt Maktabat al-Shaykh Mūr Mubay Sīsī wa-maktabat al-Ḥājj Mālik Sih wa-Maktabat al-Shaykh Ibrāhīm Niyās fī al-Sinighāl, Handlist of Islamic Manuscripts in Sénégal), London, Al-Furqan 1997.
- Islam et islamisme au Sud du Sahara. (mit Jean-Louis Triaud), Paris, Karthala 1998.